# Felix Rachfahl
Felix Rachfahl (født 9. april 1867 i Schömberg, Schlesien, død 15. marts 1925 i Freiburg im Breisgau) var en tysk historiker.
Rachfahl blev i 1898 ekstraordinær professor i Halle an der Saale samt normal professor i Königsberg i 1903, i Giessen i 1907, i Kiel i 1909 og i Freiburg i 1914. Han var en særdeles produktiv historiker og beskæftigede sig meget med Firsårskrigen og tysk-preussisk udenrigspolitik fra 1848.
Blandt hans talrige skriftlige værker, kan nævnes; Margareta von Parma (1898), Deutschland, Friedrich Wilhelm IV. und die Berliner Märzrevolution (1901) og det omfattende værk Wilhelm von Oranien und der niederländische Aufstand (bind I-II 1906-08, bind III 1924), Die deutsche Politik König Friedrich Wilhelms IV im Winter 1848-49 (1919), Don Carlos. Kritische Untersuchungen (1912; kritik af Viktor Bibls indlæg i 1918 i debatten om Don Carlos-problemet), Deutschland und die Weltpolitik 1871-1914 (I, 1923), Die deutsche Aussenpolitik in der wilhelminischen Ära (1924) og Staat, Gesellschaft, Kultur und Geschichte (1924). I polemikken om Karl Lamprechts kulturhistoriske metode var Rachfahl en af dennes mest opmærksomme modstandere.